# Víctor Erice
Víctor Erice Aras (* 30. června 1940 Karrantza) je španělský filmový režisér a scenárista baskického původu.
Vystudoval politickou ekonomii na Universidad Complutense de Madrid a režii na Instituto de investigaciones y experiencias cinematográficas. Psal recenze do časopisu Nuestro Cine a scénáře pro Miguela Picaza a Antonia Eceizu, byl asistentem režie. Od roku 1961 natáčel krátké filmy a v roce 1969 byl jedním z autorů povídkového filmu Vzbouřenci.
Natočil pouze tři samostatné celovečerní snímky. V roce 1973 poetický film Duch úlu, v němž se fantaskní vize sedmileté hlavní hrdinky, vybičované hororovými filmy, prolínají s realitou španělského venkova v období Francova nástupu k moci. Hlavní role hráli Ana Torrentová a Fernando Fernán Gómez. Film obdržel Zlatou mušli na festivalu v San Sebastiánu. V roce 1983 Erice natočil psychologický film Jih podle románu Adelaidy Garcíové Moralesové. V roce 1992 vytvořil snímek Sen o světle, kombinující prvky dokumentu a hraného filmu, který je poctou malíři Antoniovi Lópezovi Garcíovi. Na festivalu v Cannes získal Sen o světle Cenu poroty i Cenu FIPRESCI.
Erice se také podílel na kolektivních filmech Dalších deset minut (2002) a Staré město (2012). V roce 2016 spolupracoval s Abbásem Kiarostamím na projektu Korespondence. V roce 2019 vytvořil pro Guggenheimovo muzeum Bilbao videoinstalaci nazvanou Kámen a nebe.